# Bolera de Elburgo
La Bolera de Elburgo (Álava, España) es una construcción próxima al ábside de la iglesia parroquial de Elburgo.

## Localización
La bolera se ubica cerca del ábside de la iglesia parroquial de Elburgo. Se trata de una construcción de planta rectangular y aparejo de mampostería revocada, que se cierra con una cubierta de madera. Es un elemento constructivo propio de la arquitectura lúdica con un claro interés etnográfico.
Noticias documentales hablan de la existencia de un juego de bolos en 1863, desconociendo con certeza si su ubicación coincidía con la actual. Quizá, perteneciese a la variante de juego de bolos al aire libre y se situase más cerca de la iglesia.

## Descripción
Juego de bolos cubierto e integrado dentro de un conjunto edificatorio de forma rectangular, (28 x 5,75 m.), ocupando la planta baja y donde se utiliza la superior como sala de concejo a la cual se accede mediante unas escaleras situadas en la parte exterior construidas con bloques de arenisca.

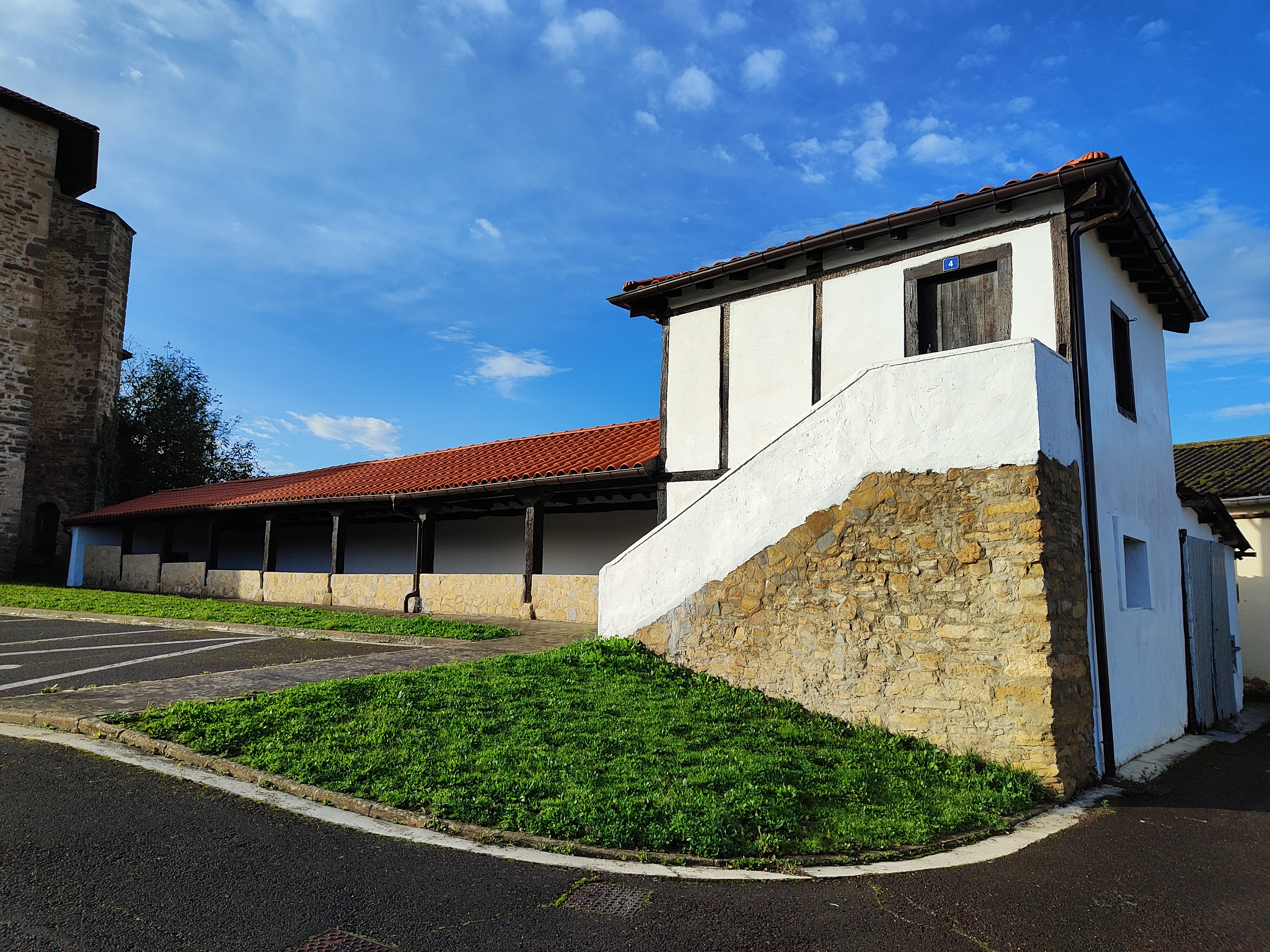
Juego de bolos y Sala del Concejo

El cerramiento perimetral del edificio es de mampostería enlucida con el flanco largo al Sur, abierto, con la entrada y un pretil o zócalo de bloques de cemento con mayor altura en la zona del final de la pista. Este costado abierto posee 7 columnas de madera que apoyan sobre unas basas de piedra que han sido incluidas en dicho pretil. Las columnas sirven de apoyo para la techumbre de dos vertientes, orientada según el eje E-O, realizada con entramado de madera y teja curva. No obstante, en otras épocas parece que estuvo parcialmente cerrado como recoge una información del año 1929, cuando la junta vecinal solicita a la Diputación le concedan maderas para cerrar el juego de bolos a fin de evitar entren él "jente vagabunda".
El cerramiento perimetral es de mampostería enlucida La fábrica del edificio no es observable ya que sus paredes se encuentran totalmente revocadas con cemento y pintadas de blanco. El suelo del sector de los apartaderos es de cemento, sobre el que se han instalado varios bancos corridos. La pista se encuentra a una cota inferior al nivel del apartadero, y va ganando anchura en el sector final de la misma. Se encuentra protegida con gomas y delimitada por maderas que apoyan en el borde del suelo de cemento que van ganando altura a medida que se acercan al final de la pista, lugar donde se confunden con el tablero de fondo. El tablón guía discurre por la zona central de la pista, entre el pato en su inicio y el taco del bolo principal o cantón, al final con unas dimensiones de 18,82 x 0,18 m. Cuatro son los tacos, de cemento, con sección circular y colocados como aconseja la modalidad practicada en él, palma a cuatro de la Llanada o alavés.